# Ӯ
Вижте пояснителната страница за други значения на У.
Ӯ, ӯ e буква от кирилицата и обозначава полузатворената предна закръглена гласна /ø/. Първоначално е част от казахската азбука. През 1957 година е заменена от буквата Ұ. Причината за замяната ѝ се обяснява в известен анекдот, който е показателен за съветския режим по времето на Сталин. Веднъж вестник „Социалистік Қазақстан“ излязъл от печат с лозунг в заглавната си част „Улы Сталин“, вместо правилно изписаното „Ӯлы Сталин“. Така съветският вожд вместо „велик“, станал „отровен“. Причината за „фаталната“ грешка е, че при подготовката на матрицата за висок печат тя не била достатъчно пресирана и така по време на печатането диакритическият знак (макрон) изпаднал в края на матрицата. Неотпечатаният диакритически знак „опасно“ изкривил смисъла на думата. След съответните репресии спрямо „прегрешилите“ е взето решение, с което се въвежда нова буква, от чиято типографическа конструкция не може да изпадне нито един неин фрагмент. Днес буквата Ӯ се използва единствено в таджикския език. В дунганската азбука (от 1953) официално се използва буквата Ў (с бревис, а не с макрон), но на практика много издания използват Ӯ.